# Ondřej Čelůstka
Ondřej Čelůstka (pronunțat [ˈondr̝ɛj ˈt͡ʃɛluːstka]; n. 18 iunie 1989, Zlín, Republica Socialistă Cehă, Cehoslovacia) este un fotbalist ceh care joacă pe postul de fundaș pentru clubul turc Antalyaspor din Süper Lig. Face parte din echipa națională de fotbal a Cehiei și a jucat pentru echipa națională de tineret a Cehiei sub 21 de ani la Campionatul European de Fotbal sub 21 din 2011.

## Cariera pe echipe

### Slavia Praga
Și-a început cariera la FC Tescoma Zlín, debutând ca fotbalist profesionist în Gambrinus liga în sezonul 2007-2008, jucând mai multe meciuri în sezonul următor. Performanțele sale bune i-au asigurat un loc de titular la clubul ceh, Slavia Praga, pentru care a jucat în paisprezece meciuri și a marcat un gol în turul Primei Ligi a Cehiei din sezonul 2009-2010.

#### Împrumutul la Palermo
Pe 1 februarie 2010 a fost împrumutat la echipa Serie A din Palermo, cu sicilienii având opțiunea de a-l transfera permanent la sfârșitul sezonului. A primit tricoul cu numărul 89 din partea rosanerilor.
El a jucat primul său meci în tricoul rosanero, precum și primul său meci Serie A, intrând în a doua repriză în locul lui Marco Calderoni într-on victorie acasă scor 3-1 cu Bologna.

### Trabzonspor

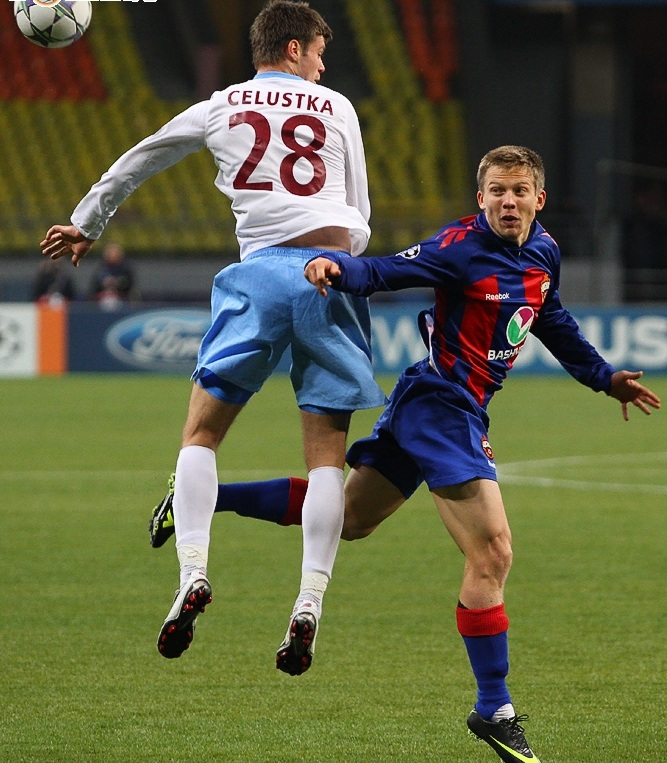
Čelůstka jucând pentru Trabzonspor împotriva lui ȚSKA Moscova în 2011

La 8 iulie 2011, s-a transferat la clubul turc Trabzonspor pentru suma de 900 000 de euro și a semnat un turcii un contract pe 5 ani. Clubul i-a dat tricoul cu numărul 28.
În timpul unui meci împotriva echipei Inter Milano de pe San Siro, Čelůstka a marcat singurul gol al meciului într-o victorie scor 1-0 pentru Trabzonspor în Liga Campionilor UEFA 2011-2012.

#### Împrumutul la Sunderland
Čelůstka a ajuns la clubul englez din Premier League Sunderland pe 12 august 2013.
El și-a făcut debutul în Premier League pentru Sunderland pe Stadium of Light cinci zile mai târziu. Čelůstka a dat un voleu de la 30 de metri care a fost apărat de Maarten Stekelenburg, iar echipa sa a început sezonul cu o înfrângere scor 0–1 cu Fulham.
Čelůstka a fost o rezervă neutilizată în partid pierdută cu 3-1 de Sunderland în Finala Cupei Ligii cu Manchester City care a avut loc pe stadionul Wembley la 2 martie.

### 1. FC Nürnberg
La 24 august 2014, Čelůstka a semnat un acord din postura de jucător liber de contract cu 1. FC Nürnberg din 2. Bundesliga după ce și-a reziliat contractul cu Trabzonspor.

### Antalyaspor
În iulie 2015, Čelůstka s-a transferat la Antalyaspor.

## Cariera la națională
Čelůstka a reprezentat Cehia la categoriile de vârstă sub 19 ani și sub 20 de ani, strângând 18 selecții la cea sub 21 de ani. Performanțele sale la Campionatul European de Fotbal din 2011 l-au făcut să fie numit în echipa turneului. El a debutat pentru echipa mare a Cehiei la 15 noiembrie 2013 și a marcat după doar trei minute într-o victorie cu 2-0 împotriva Canadei.